# 430 km Suzuke 1991
430 km Suzuke 1991 je bila prva dirka Svetovnega prvenstva športnih dirkalnikov v sezoni 1991. Odvijala se je 14. aprila 1991.

## Rezultati
| Poz     | Razred | Št | Moštvo                                  | Dirkači                            | Šasija                             | Gume | Krogi |
| Poz     | Razred | Št | Moštvo                                  | Dirkači                            | Motor                              | Gume | Krogi |
| ------- | ------ | -- | --------------------------------------- | ---------------------------------- | ---------------------------------- | ---- | ----- |
| 1       | C1     | 5  | Peugeot Talbot Sport                    | Mauro Baldi Philippe Alliot        | Peugeot 905                        | M    | 74    |
| 1       | C1     | 5  | Peugeot Talbot Sport                    | Mauro Baldi Philippe Alliot        | Peugeot SA35 3.5L V10              | M    | 74    |
| 2       | C2     | 1  | Team Sauber Mercedes                    | Jochen Mass Jean-Louis Schlesser   | Mercedes-Benz C11                  | G    | 73    |
| 2       | C2     | 1  | Team Sauber Mercedes                    | Jochen Mass Jean-Louis Schlesser   | Mercedes-Benz M119 5.0L Turbo V8   | G    | 73    |
| 3       | C2     | 11 | Porsche Kremer Racing                   | Manuel Reuter Harri Toivonen       | Porsche 962CK6                     | Y    | 72    |
| 3       | C2     | 11 | Porsche Kremer Racing                   | Manuel Reuter Harri Toivonen       | Porsche Type-935 3.2L Turbo Flat-6 | Y    | 72    |
| 4       | C1     | 8  | Euro Racing                             | Cor Euser Charles Zwolsman         | Spice SE90C                        | G    | 72    |
| 4       | C1     | 8  | Euro Racing                             | Cor Euser Charles Zwolsman         | Ford Cosworth DFR 3.5L V8          | G    | 72    |
| 5       | C2     | 12 | Courage Compétition Trust Racing        | George Fouché Steven Andskär       | Porsche 962C GTi                   | D    | 71    |
| 5       | C2     | 12 | Courage Compétition Trust Racing        | George Fouché Steven Andskär       | Porsche Type-935 3.2L Turbo Flat-6 | D    | 71    |
| 6       | C2     | 18 | Mazdaspeed                              | Dave Kennedy Maurizio Sandro Sala  | Mazda 787B                         | D    | 71    |
| 6       | C2     | 18 | Mazdaspeed                              | Dave Kennedy Maurizio Sandro Sala  | Mazda R26B 2.6L 4-Rotor            | D    | 71    |
| 7       | C2     | 17 | Repsol Brun Motorsport                  | Massimo Sigala Jésus Pareja        | Porsche 962C                       | Y    | 70    |
| 7       | C2     | 17 | Repsol Brun Motorsport                  | Massimo Sigala Jésus Pareja        | Porsche Type-935 3.0L Turbo Flat-6 | Y    | 70    |
| 8       | C2     | 13 | Courage Compétition Nisseki Racing Team | Paolo Barilla Eje Elgh             | Porsche 962C                       | D    | 66    |
| 8       | C2     | 13 | Courage Compétition Nisseki Racing Team | Paolo Barilla Eje Elgh             | Porsche Type-935 3.2L Turbo Flat-6 | D    | 66    |
| 9       | C2     | 14 | Team Salamin Primagaz                   | Antoine Salamin Max Cohen-Olivar   | Porsche 962C                       | G    | 66    |
| 9       | C2     | 14 | Team Salamin Primagaz                   | Antoine Salamin Max Cohen-Olivar   | Porsche Type-935 3.0L Turbo Flat-6 | G    | 66    |
| 10 NC   | C1     | 3  | Silk Cut Jaguar                         | Derek Warwick                      | Jaguar XJR-14                      | G    | 64    |
| 10 NC   | C1     | 3  | Silk Cut Jaguar                         | Derek Warwick                      | Cosworth HB 3.5L V8                | G    | 64    |
| 11 NC   | C2     | 58 | Mazdaspeed                              | Takashi Yorino Yojiro Terada       | Mazda 787                          | D    | 63    |
| 11 NC   | C2     | 58 | Mazdaspeed                              | Takashi Yorino Yojiro Terada       | Mazda R26B 2.6L 4-Rotor            | D    | 63    |
| 12 DSQ† | C2     | 16 | Repsol Brun Motorsport                  | Oscar Larrauri                     | Porsche 962C                       | Y    | 71    |
| 12 DSQ† | C2     | 16 | Repsol Brun Motorsport                  | Oscar Larrauri                     | Porsche Type-935 3.2L Turbo Flat-6 | Y    | 71    |
| 13 DNF  | C1     | 6  | Peugeot Talbot Sport                    | Keke Rosberg Yannick Dalmas        | Peugeot 905                        | M    | 36    |
| 13 DNF  | C1     | 6  | Peugeot Talbot Sport                    | Keke Rosberg Yannick Dalmas        | Peugeot SA35 3.5L V10              | M    | 36    |
| 14 DNF  | C1     | 2  | Team Sauber Mercedes                    | Karl Wendlinger Michael Schumacher | Mercedes-Benz C291                 | G    | 21    |
| 14 DNF  | C1     | 2  | Team Sauber Mercedes                    | Karl Wendlinger Michael Schumacher | Mercedes-Benz M291 3.5L Flat-12    | G    | 21    |
| 15 DNF  | C1     | 4  | Silk Cut Jaguar                         | Teo Fabi Martin Brundle            | Jaguar XJR-14                      | G    | 4     |
| 15 DNF  | C1     | 4  | Silk Cut Jaguar                         | Teo Fabi Martin Brundle            | Cosworth HB 3.5L V8                | G    | 4     |
| DNQ     | C1     | 7  | Louis Descartes                         | Philippe de Henning Luigi Taverna  | ALD C91                            | G    | -     |
| DNQ     | C1     | 7  | Louis Descartes                         | Philippe de Henning Luigi Taverna  | Ford Cosworth DFR 3.5L V8          | G    | -     |
| DNQ     | C2     | 15 | Veneto Equipe SRL                       | Marco Brand Andrea Filippini       | Lancia LC2                         | D    | -     |
| DNQ     | C2     | 15 | Veneto Equipe SRL                       | Marco Brand Andrea Filippini       | Ferrari 308C 3.1L Turbo V8         | D    | -     |

- † - #16 Repsol Brun Motorsport je bil diskvalificiran zaradi uporabe nelegalnega goriva.

## Statistika
- Najboljši štartni položaj - #3 Silk Cut Jaguar - 1:48.084
- Najhitrejši krog - #3 Silk Cut Jaguar - 1:49.148
- Povprečna hitrost - 176.031km/h